# Tetsuya Naito
Tetsuya Naito (jap. 内藤 哲也 Tetsuya Naito; ur. 22 czerwca 1982 w Adachi) – japoński wrestler znany z występów w New Japan Pro Wrestling.

## Osiągnięcia
- New Japan Pro Wrestling
  - IWGP Heavyweight Championship (1 raz)[3]
  - IWGP Junior Heavyweight Tag Team Championship (1 raz) – z Yujiro Takahashi[4]
  - IWGP Tag Team Championship (1 raz) – z Yujiro Takahashi[5]
  - NEVER Openweight Championship (1 raz)[6]
  - G1 Climax (2013)[7]
  - New Japan Cup (2016)[8]
- Pro Wrestling Illustrated
  - 63 miejsce w PWI 500 w 2014 roku[9]